# Neoseiulus caribbeanus
Neoseiulus caribbeanus är en spindeldjursart som först beskrevs av De Leon 1965.  Neoseiulus caribbeanus ingår i släktet Neoseiulus och familjen Phytoseiidae. Inga underarter finns listade i Catalogue of Life.